# DR-Baureihe 95
Die Baureihe 95 ist eine fünffachgekuppelte Tenderlokomotive mit der Achsfolge 1'E1', die von der Deutschen Reichsbahn (DR) ab Anfang 1923 für den Einsatz vor schweren Güterzügen auf steilen Hauptbahnen in Betrieb genommen wurde. Da die Entwicklung der Baureihe noch in der letzten Zeit der preußischen Staatsbahnen begann, wird sie entsprechend der vorgesehenen Bezeichnung im Nummernschema der preußischen Staatsbahnen auch als preußische T 20 bezeichnet. Sie gehört zu den letzten Neuentwicklungen der Reichsbahn vor Beschaffung der Einheitsdampflokomotiven.

## Geschichte
Mit der Entwicklung der T 20 griff die preußische Staatsbahn den von der Halberstadt-Blankenburger Eisenbahn mit ihrer Tierklasse umgesetzten Gedanken der Ablösung des umständlichen und zeitraubenden Zahnradbahnbetriebs auf Steilstrecken durch besonders zugkräftige Reibungslokomotiven mit dynamischer Gegendruckbremse als drittem Bremssystem auf.
Die ersten zehn 1922 bei Borsig unter Chefkonstrukteur August Meister gebauten und ab Anfang 1923 ausgelieferten Exemplare der Baureihe waren noch als T 20 Magdeburg 9201–9210 bestellt worden. Die Fahrzeuge wurden durch den Besteller zunächst als 77 001 bis 77 010 in den Betriebsbestand eingereiht, da für sie im neuen Nummernschema der Reichsbahn zunächst die Baureihe 77 vorgesehen war. Noch im Verlaufe des gleichen Jahres jedoch zeichnete man sie in die Betriebsnummern 95 001–010 um. Insgesamt wurden bis 1924 45 Stück gebaut. Einsatzgebiete waren unter anderem die Bahnstrecke Coburg–Ernstthal am Rennsteig, die Bahnstrecke Probstzella–Neuhaus am Rennweg, die Spessartrampe, die Bahnstrecke Hochstadt-Marktzeuln–Probstzella, die Geislinger Steige, die Schiefe Ebene und die Rübelandbahn, wodurch sie zu ihrem Spitznamen „Bergkönigin“ kam.

### Deutsche Bundesbahn (DB)
Von den 45 Exemplaren der Baureihe gelangten zur Deutschen Bundesbahn 14 Stück. Damit war die Baureihe eine sogenannte Splittergattung mit weniger als 20 Lokomotiven und wäre somit bevorzugt auszumustern gewesen. Tatsächlich ausgemustert wurden jedoch bis 1953 nur drei Maschinen, aus denen Ersatzteile gewonnen wurden. Alle Loks waren zuletzt in Aschaffenburg stationiert und sind als Schiebelokomotiven auf der Spessartrampe eingesetzt worden. Nach der Elektrifizierung der Rampe wurden bis Ende April 1958 alle verbliebenen elf Maschinen ausgemustert. Vor 1953 waren auch Exemplare der Baureihe auf der Schiefen Ebene im Einsatz und hierzu im Bw Neuenmarkt-Wirsberg stationiert.

### Deutsche Reichsbahn (DR)
Die anderen 31 Lokomotiven der Baureihe blieben bei der Deutschen Reichsbahn. Von diesen wurden zwischen 1966 und 1972 24 Stück auf Ölhauptfeuerung umgebaut, zehn Stück wurden überdies neubekesselt. Ab 1970 bezeichnete man die ölbefeuerten Lokomotiven als Baureihe 95.00 und die nicht umgebauten Exemplare mit Kohlefeuerung als Baureihe 95.10. Die letzten Lokomotiven der Baureihe waren auf der Bahnstrecke Eisfeld–Sonneberg im Einsatz und wurden erst 1981 ausgemustert. 95 1016 diente danach noch als Heizlokomotive im Bw Kamenz und die 95 1027 als Traditionslok der DR.

#### Unfall von Lauscha 1950
Am 10. März 1950 kam es zu einem schweren Unfall im Bahnhof Lauscha. Beim Rangieren geriet die Maschine 95 041 (Hanomag 10256/1924) mit einer aus 24 Achsen und einer Masse von 200 t bestehenden Rangierabteilung ohne angeschlossene Bremsleitung durch eine falsch gestellte Weiche mit 25 km/h auf ein zwischen der Strecke nach Sonneberg und der über den Bahnhofsviadukt nach Ernstthal am Rennsteig führenden Strecke liegendes Blindgleis, das in einen einständigen Kleinlokschuppen führte. Zusatzbremse und Gegendampf konnten den Zug nicht anhalten, daher durchbrach die Lokomotive dessen Außenwand über der 14,5 m hohen Stampfbetonmauer an der Bahnhofstraße und stürzte rückwärts auf die Straße ab.
Beim Absturz öffnete sich die Feuertür. Der Lokführer und der Heizer wurden schwer verletzt. Der 65-jährige Oberlokführer erlitt Verbrennungen dritten Grades, denen er fünf Tage nach dem Unfall erlag. Auch der Heizer überlebte seine Verletzungen nicht.
Die 95 041 wurde in das RAW Meiningen gebracht. Ihr Dampfkessel in gutem Zustand mit neuer L3 (Juni 1948) wurde ausgebaut und in 95 038, eine andere T20 eingebaut, der Rest der Lokomotive abgebrochen. Die Empfängerlokomotive wurde als 95 041 umgezeichnet (nun mit Seriennummer Hanomag 10253/1923).

### Fotos

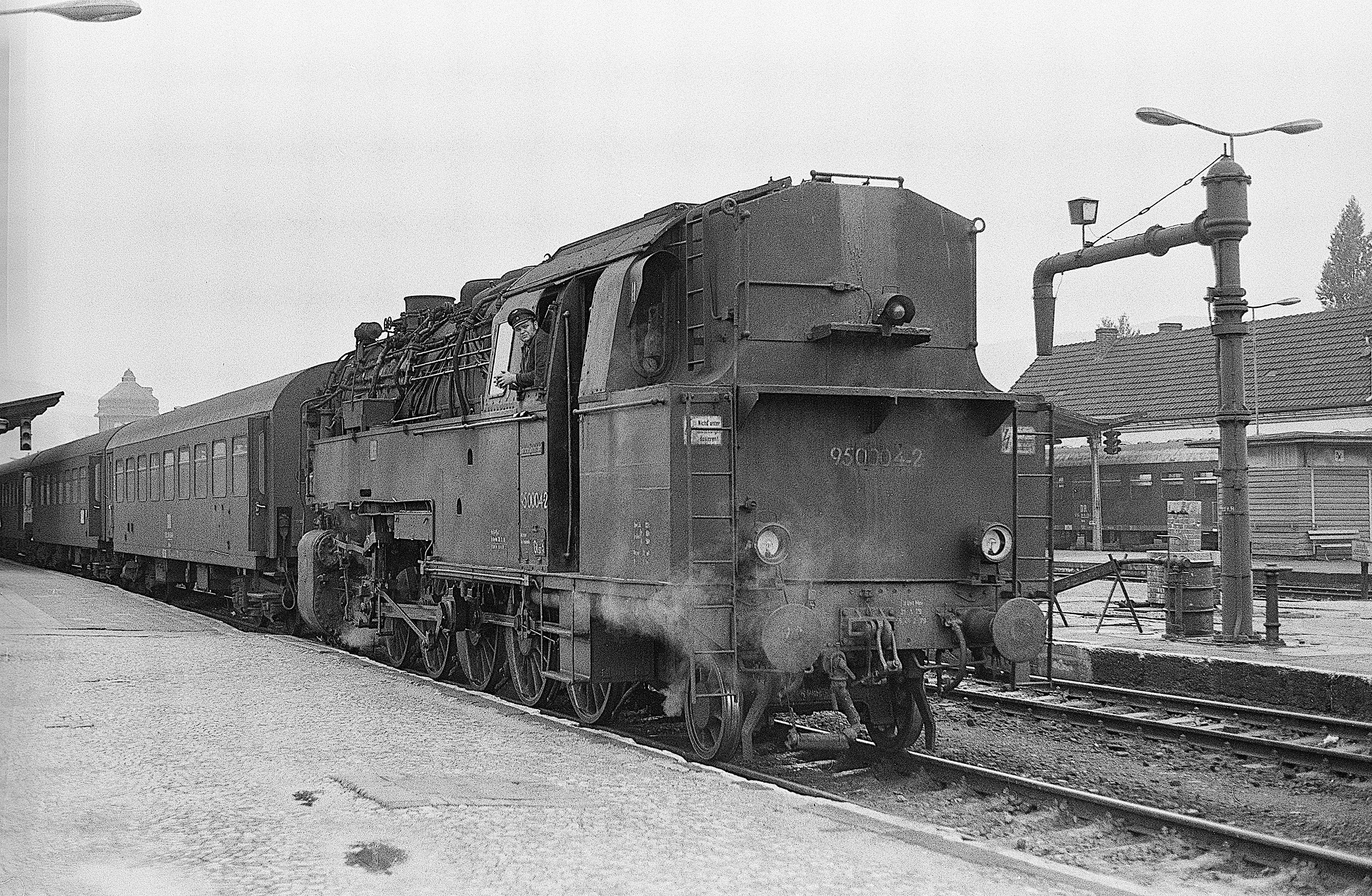
95 0004 in Saalfeld (September 1979)
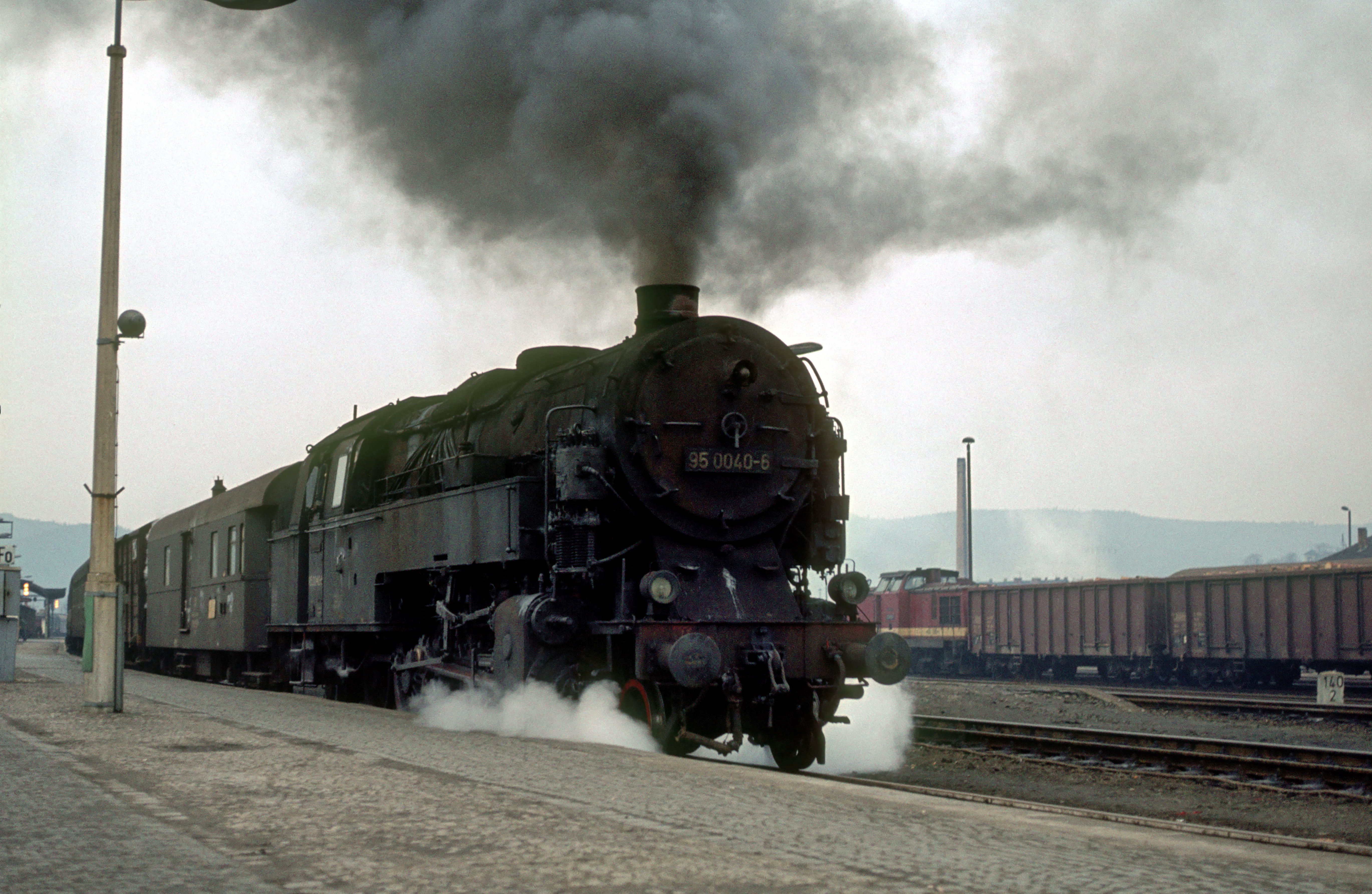
95 0040 mit Personenzug nach Sonneberg in Saalfeld (November 1979)
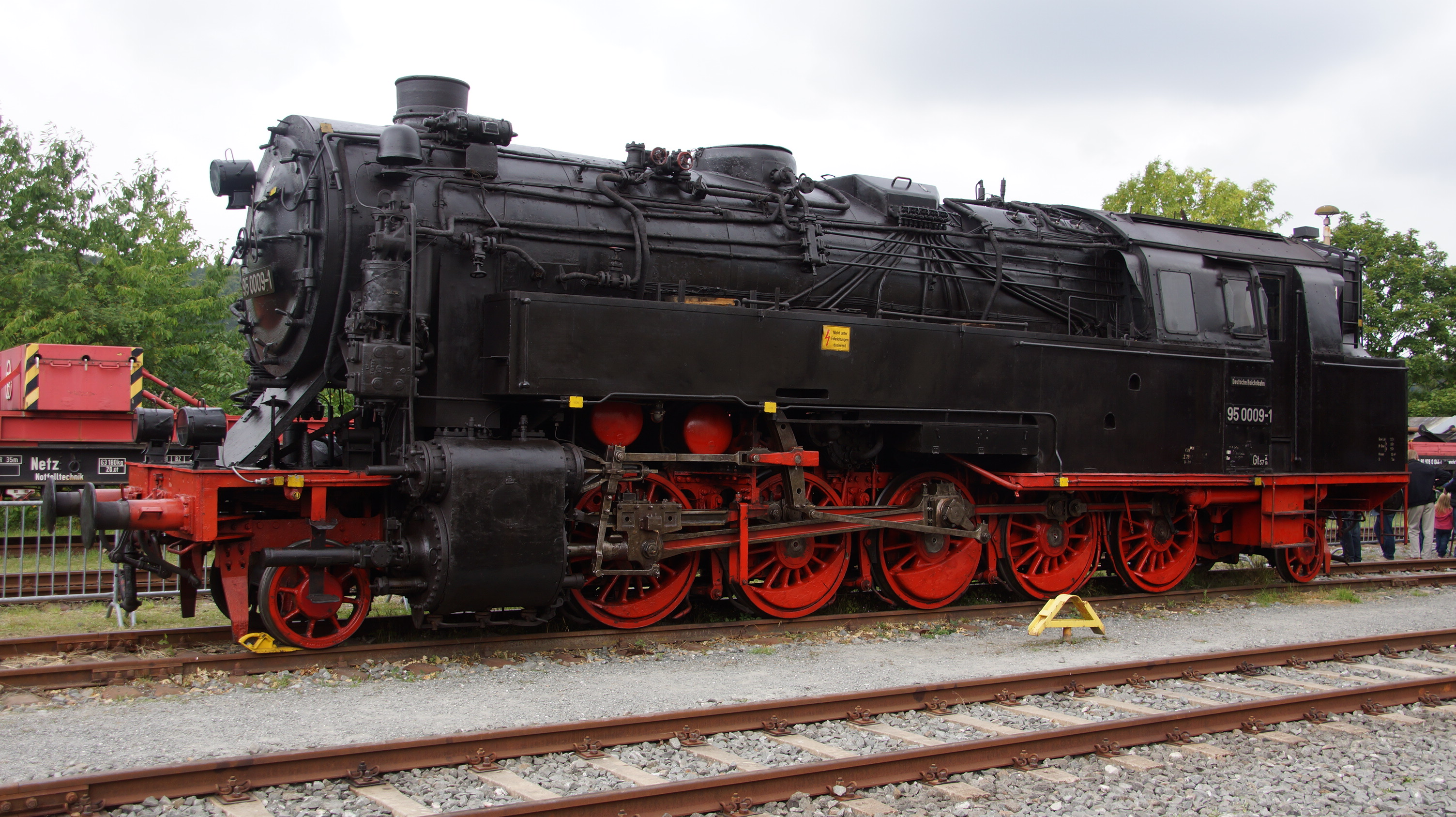
95 0009 bei den Meininger Dampfloktagen 2015
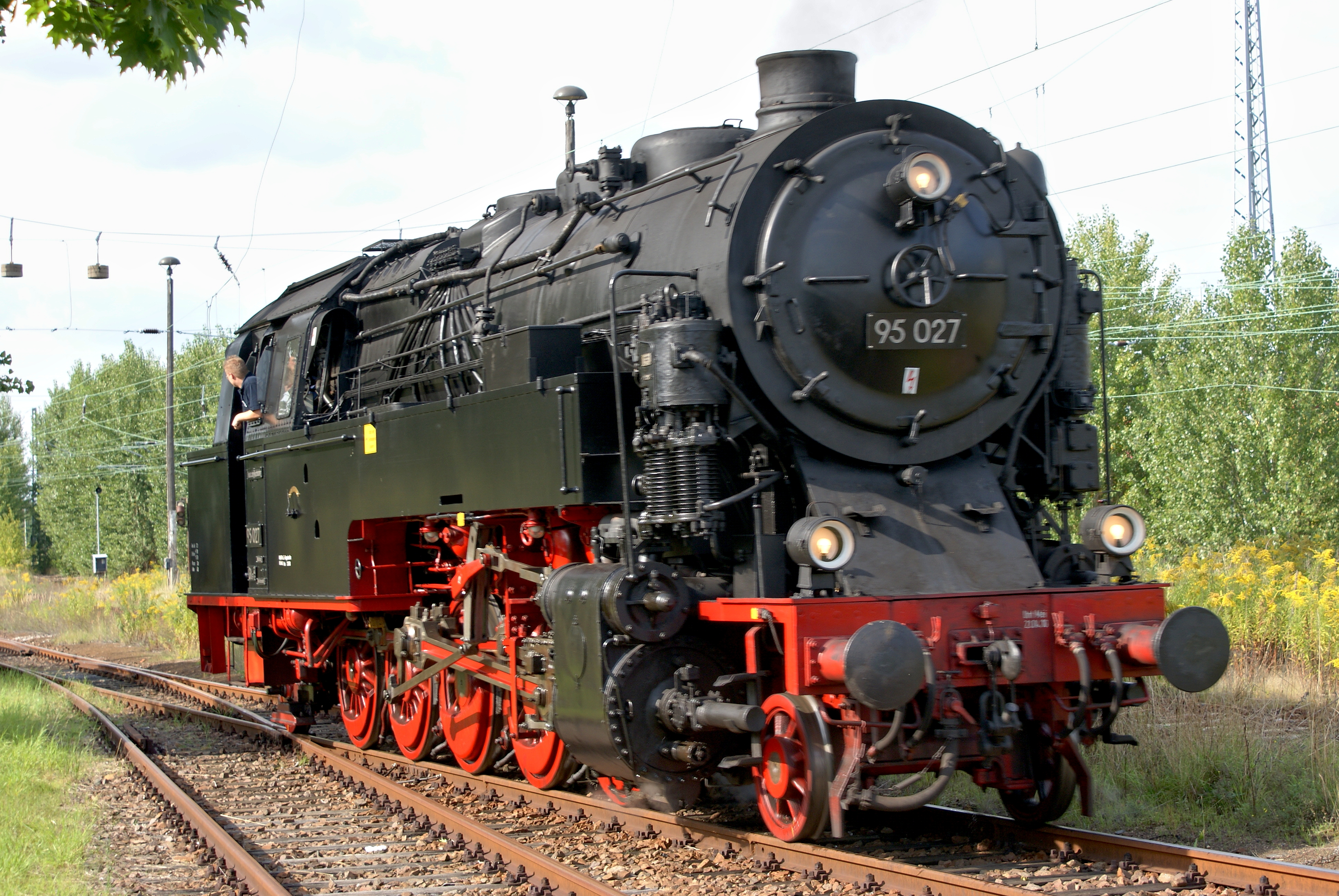
95 027 im Jahre 2010
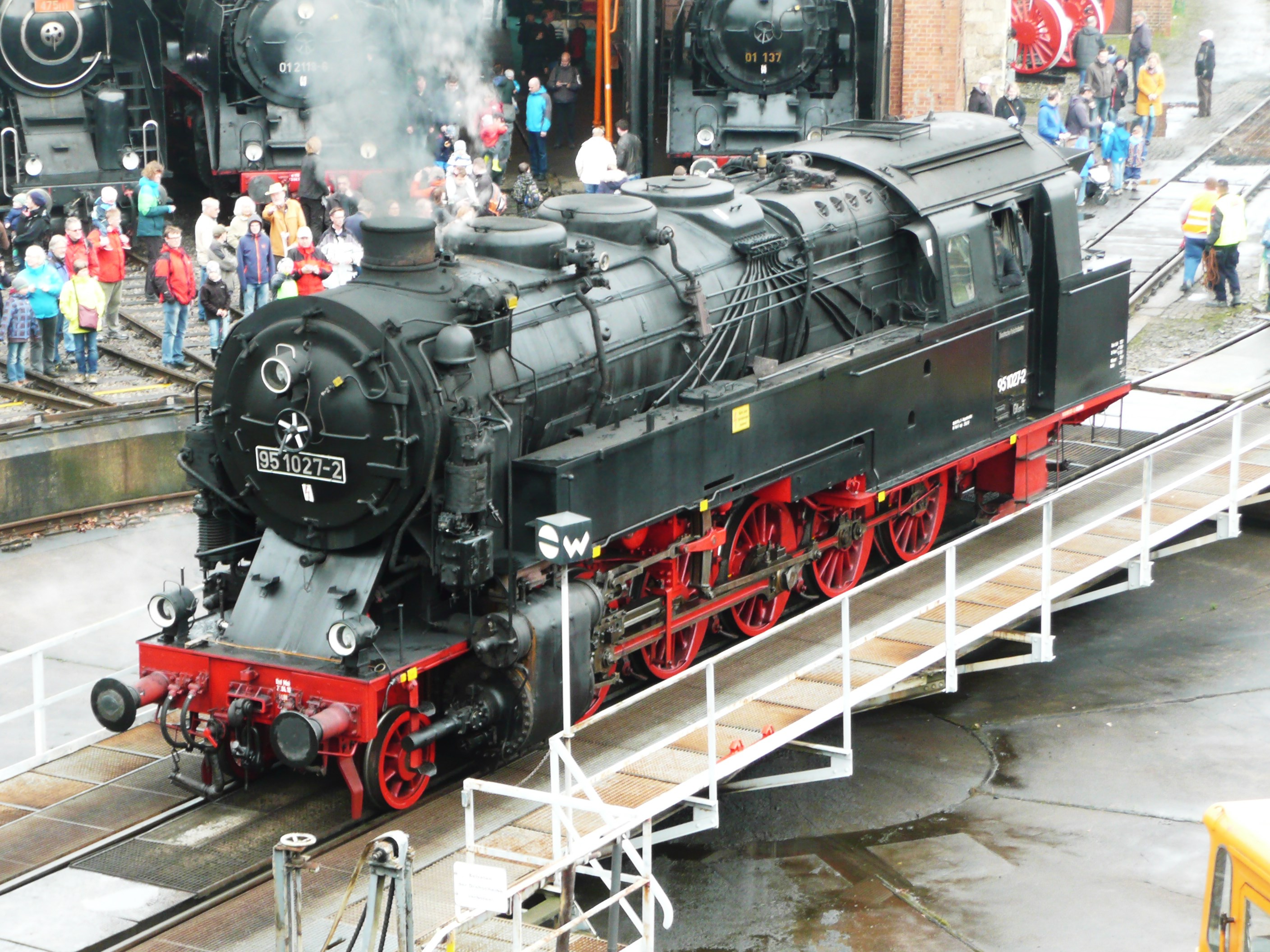
95 1027 beim Dampflokfest Dresden 2016

## Konstruktive Merkmale
Die Maschinen verfügen über einen 100 mm dicken Barrenrahmen mit fünf Querversteifungen aus Stahlguss sowie einen Kessel mit über dem Rahmen stehendem Hinterkessel nach Belpaire. Die Laufradsätze bilden mit den benachbarten Kuppelachsen Krauss-Helmholtz-Lenkgestelle. Die drei mittleren Kuppelradsätze sind fest im Rahmen gelagert, allerdings ist der Spurkranz bei dem dritten Kuppelradsatz um 15 mm geschwächt. Das Zweizylinder-Heißdampftriebwerk treibt den dritten Kuppelradsatz an und verfügt über selbsttätige Druckausgleicher für den Triebwerksleerlauf.
Diese Dampflokgattung war die stärkste von der DR beschaffte Tenderlok. Sie konnte in der Ebene bei einer Geschwindigkeit von 50 km/h eine Zuglast von 2060 Tonnen befördern und bei 25 Promille Steigung mit 25 km/h Geschwindigkeit immerhin noch 430 Tonnen. Damit erreichten sie fast das Leistungsvermögen der rund 30 Tonnen schwereren bayerischen Malletlok Gt 2×4/4. Diese bewältigte auf 25 Promille Steigung mit 25 km/h eine Zuglast von 465 Tonnen, war aber in der Unterhaltung aufgrund des komplexeren Triebwerkes teurer. Die sehr hohe Reibungslast von 95,3 t ermöglichte den Verzicht auf Zahnstangenbetrieb bis zu einer Steigung von 70 ‰, insbesondere auch, weil die Riggenbach-Gegendruckbremse auch bei langen Talfahrten das Abbremsen hoher Lasten ohne Verschleiß und Überhitzung der Bremsbeläge sowie Radreifen und der damit verbundenen Gefahr nachlassender Bremswirkung sicherstellte.
Die Lokomotiven der zweiten Serie (ab 95 011) erhielten gerade Kohlenkästen. Schon bei der DR wurden genietete Wasserkästen gegen geschweißte Kästen ausgetauscht. Bei der DR in der DDR wurden die beiden Luftpumpen gegen eine Doppelverbundluftpumpe ausgetauscht.

## Erhaltene Lokomotiven
- 95 009 in der Einsatzstelle Sonneberg, Eigentümer Eisenbahn-Bau- und Betriebsgesellschaft Pressnitztalbahn, als 95 0009-1 mit Ölhauptfeuerung.
- 95 016 im Deutschen Dampflokomotiv-Museum in Neuenmarkt,
- 95 020 im Technikmuseum Speyer (dort als 95 007 beschildert),
- 95 027 DB Museum, Standort Blankenburg (Harz) – einzige betriebsfähige Maschine. Betrieben durch den Verein Traditionsgemeinschaft 50 3708-0
- 95 028 im Eisenbahnmuseum Bochum, mit Ölhauptfeuerung